# Corchorus leptocarpus
Corchorus leptocarpus är en malvaväxtart som beskrevs av Allan Cunningham och George Bentham. Corchorus leptocarpus ingår i släktet Corchorus och familjen malvaväxter. Inga underarter finns listade i Catalogue of Life.